# Peyotesläktet
Se även lofofor, vissa ryggradslösa djurs födoorgan, som ibland stavas likadant som giftkaktussläktet.
Peyotesläktet (Lophophora) är ett suckulent växtsläkte inom familjen kaktusväxter med två arter.

## Beskrivning
Arter inom peyotesläktet är mycket lågväxande plantor som till stor del är geofytiska. Det finns två arter inom detta släkte, eller så är det en enda men med väldiga variationer i utseendet. Aztekerna använde denna kaktus vid sina riter.
Lophos kommer från grekiska och betyder tofs, phora betyder att bära, vilket förmodligen syftar på de filtliknande areolerna. 

## Förekomst
Växer från Texas, USA till centrala Mexiko, från 50 till 1800 meters höjd över havet.